# Franz Michael Rudhart
Franz Michael Rudhart (* 27. Januar 1830 in Bamberg; † 29. Juni 1879 in Staffelstein) war ein deutscher Musikschriftsteller und Verwaltungsbeamter.

## Leben
Rudhart war Sohn des Professors und Archivars Georg Thomas von Rudhart. Er absolvierte ein Studium der Rechtswissenschaft an der Universität München. Anschließend war er ab 1857 Sekretär bei der Polizeidirektion. Daneben forschte er in den Archiven, denen sein Vater vorstand, und veröffentlichte musikhistorische Werke. Ab 1862 war er Bezirksamtsassessor in Freising.
Rudhart war zunächst kurzzeitig ab 1871 Bezirksamtmann in Teuschnitz, danach ab 1872 bis zu seinem frühen Tod in Staffelstein. Er galt als musikalisch sehr begabt und soll ein guter Klavier- und Cellospieler gewesen sein.

## Werke (Auswahl)
- Aeltesten Residenzen der Baiernfürsten zu München, 1863.
- Gluck in Paris: nach einem bisher unedirtem Manuscripte, München 1864.
- Geschichte der Oper am Hofe zu München, Datterer, Freising 1865.